# Псковське (Фрідріхсберг)
Псковське (рос. Псковское) — селище Озерського міського округу, Калінінградської області Росії. Входить до складу Гавриловського сільського поселення.
Населення —  7 осіб (2015 рік). 

## Населення
| 2002 | 2010 |
| ---- | ---- |
| 4    | ↗7   |